# 5084 Ґнедін
5084 Ґнедін (5084 Gnedin) — астероїд головного поясу, відкритий 26 березня 1977 року.
Тіссеранів параметр щодо Юпітера — 3,187.